# Вацлав II Цешинский
Вацлав II Цешинский (пол. Wacław II cieszyński) (1488/1496 — 17 ноября 1524) — князь цешинский (1518—1524), второй (младший) сын князя Казимира II Цешинского и Иоганны Опавской. Представитель цешинcкой линии династии Силезских Пястов.

## Биография
Точная дата рождения Вацлава неизвестна. Вацлав был единственным наследником своего отца Казимира II, потому что его старший брат Фридерик избрал духовную карьеру и скончался в 1507 году.
В 1518 году князь Казимир II Цешинский назначил Вацлава II своим соправителем в Цешинском княжестве.
17 ноября 1524 года князь Вацлав II Цешинский скончался, за четыре года до смерти своего отца. В 1528 году, после смерти князя Казимира II Цешинское княжество унаследовал единственный выживший сын Вацлава II Вацлав III Адам.

## Семья
1 декабря 1518 года Вацлав II Цешинский женился на Анне Гогенцоллерн (5 мая 1487 — 7 февраля 1539), четвертой дочери Фридриха V, маркграфа Бранденбург-Ансбахского (1460—1536) и Софии Ягеллонки (1464—1512), дочери польского короля Казимира IV. Дети от этого брака:
- Сын (1519/1520 — 1525);
- Людмила (1520/1523 — после 1539);
- Вацлав III Адам (1524—1579), князь цешинский (1528—1579).